# William Yang
William Yang (Sydney, 11 de outubro de 1998) é um nadador australiano.

## Início da vida
Os pais de William são chineses e ele concluiu o ensino fundamental em Guangzhou. William se formou na Knox Grammar School em Sydney em 2016. Ele é descendente de chineses.

## Carreira
Em maio de 2023, William teve um tumor benigno no canal espinhal, afetando um nervo, o que exigiu cirurgia imediata.
William ficou em segundo lugar nos 100m livre nas seletivas de natação australianas de 2024 , alcançando um melhor tempo pessoal de 48,08, 0,02 segundos mais lento do que o tempo de qualificação olímpica da Swimming Australia de 48,06. Ele foi selecionado para a equipe australiana para as Olimpíadas de Paris de 2024. Nas Olimpíadas de Paris de 2024, William terminou em 15º lugar geral com um tempo de 48,48 nas eliminatórias e um tempo de 48,42 na primeira semifinal em seus esforços individuais nos 100 m livre.